# Макка, Юлия
Юлия Макка (греч. Ιουλία Μάκκα; род. 10 декабря 1983) — греческая шахматистка, международный мастер среди женщин (2002), чемпионка Греции по шахматам среди женщин (2018).

## Биография
Два года подряд побеждала на чемпионатах Греции среди девушек в возрастной группе U20 (2002, 2003). В 2003 году в Нахичеване заняла второе место на чемпионате мира среди девушек в возрастной группе U20.
Успешно участвовала в чемпионат Греции по шахматам среди женщин, в которых завоевала 4 бронзовые медали (2001, 2004, 2005, 2017), а в 2018 году стала победительницей чемпионата.
Представляла Грецию на двух командных чемпионатах Европы по шахматам (2007, 2017).
За успехи в турнирах ФИДЕ в 2002 году присвоила Юлии Макке звание международного мастера среди женщин (WIM). В 2016 году получила звание тренера ФИДЕ (FT).